# Plan de Acción para el Mediterráneo
El Plan de acción para el Mediterráneo es un proyecto comunitario para la conservación  y una explotación sostenible sobre la pesca en el Mediterráneo. Esto fue decidido en el marco de la Política Pesquera Común en 2002.

## Comienzos
El Plan de Acción Para la Protección y Desarrollo de la Cuenca del Mediterráneo para el Convenio de Barcelona (en inglés  United Nations Environment Programme Mediterranean Action Plan for the Barcelona Convention) (abreviado PAM en español) surgió tras la celebración de la Conferencia de las Naciones Unidas sobre Medio Ambiente Humano (CNUMHA) en Estocolmo (Suecia) en junio de 1972, se convocó una Reunión Intergubernamental en Barcelona (España) del 28 de enero al 4 de febrero de 1975. A ella asistieron 16 Estados y la UE, por lo que se aprobó el Plan. Solicitaron la preparación de los textos para un convenio marco y dos protocolos.  Un año después, se convocó otra Conferencia de Plenipotenciarios de los Estados ribereños que duró del 2 al 16 de febrero de 1976 y se volvió a celebrar en Barcelona donde se aprobó el «Convenio para la protección del mar Mediterráneo contra la contaminación» y dos protocolos fueron firmados por 14 Estados y la Unión Europea. 
El plan está bajo el auspicio del  Programa de las Naciones Unidas para el Medio Ambiente (PNUMA). Fue revisada en 1995, dónde, 20 años después, se volvieron a reunir en Barcelona las Partes Contratantes del Convenio y decidieron revisar y modificar los artículos para su aprobación. así empezó la II Fase del Plan de Acción Para el Mediterráneo, un nuevo protocolo y crear la Comisión Mediterránea de Desarrollo Sostenible (CMDS).
El PAM cubre aspectos como la gestión de las zonas costeras, la prevención de la contaminación en las costas marítimas y el mar, y la preservación y el desarrollo de la biodiversidad mediterránea.
En 1996 se creó la Comisión Mediterránea de Desarrollo Sostenible (CMDS), un organismo asesor y foro de diálogo, con el objetivo de presentar propuestas a las Partes Contratantes y Secretariado del PAM, de manera que se promueva el crecimiento sostenible de las especies marinas y definir una estrategia a nivel regional de desarrollo sostenible con los principios de la Agenda 21.
La CMDS es un órgano de reflexión sobre las políticas destinadas a la  conservación de las especies del Mediterráneo. La comisión está formada por 36 miembros, de los cuales, 21 son representantes de las partes contratantes y el resto representantes de la sociedad civil (redes de autoridades locales, ONG, etc.)

## Objetivos
La Unión Europea garantizará una conservación y explotación sostenible de recursos en el Mediterráneo. El Seno de la Comisión General de Pesca del Mediterráneo (CGPM) cooperará con los países interesados o por iniciativa propia.
Con un fin de perfeccionar la gestión de la pesca, las decisiones se realizarán en un nivel adecuado: a nivel internacional para las especies migratorias, a nivel comunitario o internacional para poblaciones de demersales y a poblaciones nacionales para los peces capturados en el Estado Miembro de la UE.
Garantizar la gestión integrada del agua, la gestión local a medida de cuenca hidrográfica, así como una prevención notable de los efectos de la sequía y la penuria del agua sobre el Mediterráneo, gestionar el agua para el riego de cultivos, y la elaboración de escenarios nacionales y locales, hasta 2025 como fin.
Una protección y mejora del medioambiente y desarrollo en la región, basándose en los principios de la sostenibilidad. 
La dimensión medioambiental se tendrá en cuenta en la aplicación Política Pesquera Común (PPC). Se debe disminuir la captura de seres vivos en peligro de extinción (tortugas, aves marinas, cetáceos, etc.) Serán necesarias la protección de los hábitats y la disminución de los riesgos medioambientales que puedan perjudicar las actividades pesqueras. La cooperación entre las diferentes autoridades competentes permitirá realizar estos objetivos. 
Otros objetivos principales en los que se basa el Plan de Acción del Mediterráneo son: evitar, reducir, combatir y, en la medida de lo posible, eliminar la contaminación en la zona del mar Mediterráneo. Alcanzar los objetivos del desarrollo sostenible, teniendo plenamente en cuenta las recomendaciones de la CMDS, proteger el medio ambiente y contribuir al desarrollo sostenible aplicando el principio de cautela y el de quien contamine page, realizando evaluaciones del impacto ambiental (EIA), promoviendo la cooperación de los estados en los procedimientos EIA. Promover la gestión integrada de las zonas costeras, teniendo en cuenta la protección de zonas de interés ecológico o paisajístico y la utilización racional de los recursos naturales. Aplicar el Convenio y los Protocolos adoptando programas y medidas que fijen plazos para su terminación, utilizando las mejores técnicas disponibles y las mejores prácticas ambientales, formular y adoptar protocolos en los que se prescriban medidas, procedimientos y normas convenidos para la aplicación del Convenio. Promover en los órganos internacionales que consideren competentes las medidas relativas a la aplicación de programas de desarrollo sostenible y la protección, conservación y rehabilitación del medio ambiente y de los recursos naturales de la zona del mar Mediterráneo.

## Compromisos
En concreto la partes contratantes se comprometen a tomar medidas contra la contaminación causada por vertidos efectuados desde buques y aeronaves o incineración en el mar, contra la contaminación causada por descargas desde buques, contra la contaminación causada por la exploración y explotación de la plataforma continental, del fondo del mar y de su subsuelo, contra la contaminación de origen terrestre, para cooperar en casos de contaminación resultante de situaciones de emergencia, para la conservación de la diversidad biológica, contra la contaminación resultante de los movimientos transfronterizos de desechos peligrosos y de su eliminación, para la vigilancia de la contaminación, para la cooperación científica y tecnológica, para aplicar la legislación ambiental y para facilitar el acceso a la información y la participación al público.

## Centros de apoyo al proyecto
| Nombre | Sede en                   |                                                                              |                |
| --- | ------------------------- | ---------------------------------------------------------------------------- | -------------- |
| Nombre | Sede en                   | Centro de Actividad Regional del Programa de Acciones Prioritarias (CAR/PAP) | Split, Croacia |
| Centro de Actividad Regional para las Áreas Especialmente Protegidas (RAC/SPA)                                        | Túnez                     |                                                                              |                |
| Centro de Actividad Regional del Plan Azul (CAR/PA)'                                                                  | Sophia Antípolis, Francia |                                                                              |                |
| Centro de Actividad Regional sobre situaciones de emergencia de contaminación marina en el mar Mediterráneo (CAR/SEC) | Malta                     |                                                                              |                |
| Centro de Información y Comunicación del programa de Medio Ambiente de las Naciones Unidas (Info/RAC)                 | Roma, Italia              |                                                                              |                |
| Programa para la Protección de Zonas Costeras Históricas (100 ZH)                                                     | Marsella, Francia         |                                                                              |                |
| Programa coordinado de investigación y vigilancia de la contaminación en el Mediterráneo (MEDPOL)                     | Atenas, Grecia            |                                                                              |                |